# توراک
توراک (به لاتین: Tourak) یک منطقهٔ مسکونی در روسیه است که در سرزمین آلتای واقع شده‌است.